# 김재현 (1975년)
김재현(金宰炫, 1975년 10월 2일 ~ )은 전 KBO 리그 SK 와이번스의 외야수, 지명타자이자, 현 KBO 리그 SSG 랜더스의 단장이다.

## 선수 시절

### LG 트윈스시절
신일고등학교를 졸업하고 1994년에 계약금 9,100만원의 조건으로 입단하였다. 입단 첫 해 개막전에서 홈런을 기록했다. 신인으로는 처음으로 20-20 클럽(21홈런, 21도루)에 가입해 서용빈, 유지현과 함께 1994년 한국시리즈 우승에 기여했다. 이후에도 팀의 주전 외야수로 꾸준히 활약했다.
2002년 7월 8일 왼쪽 고관절에 '고관절 무혈성 괴사증'이라는 고관절이 썩어 들어가는 희귀병이 발병했다. 발병 후 그는 지명타자로만 출전했다. 그럼에도 불구하고 그는 팀의 간판 선수로 화끈한 타격을 보여 그 해 개인 통산 네 자릿수 안타를 기록했고, 부상에도 2002년 한국시리즈 엔트리에 포함돼 6차전 때 권용관의 대타로 출전해 안타, 타점을 기록했다. 2루타성 타구였으나 부상으로 인해 절뚝거리며 겨우 1루를 밟고 교체돼 팬뿐만 아니라 야구 팬 모두가 박수를 보냈다. 하지만 그의 투혼에도 불구하고 이승엽, 마해영에게 백투백 홈런을 허용해 준우승에 그쳤다. 한국시리즈 후 오른쪽 고관절에도 괴사증이 발견돼 경희대학교 의료원에 입원했고, 12월 13일에 수술대에 올랐다. 이 수술은 양쪽 무릎 부분을 거의 떼었다가 다시 붙일 정도로 선수 생명을 건 대수술이었다. 팀에서는 2004년 시즌 후 FA로 풀리게 되는 그에게 그가 수술을 마치고 재활 중이었던 2003년 초에 병으로 인한 모든 책임은 본인에게 있다는 내용의 각서를 요구했다. 그는 이를 받아들이고 2003년 시즌 연봉 계약을 했고, 재활 후 2003년 7월 29일 KIA 타이거즈전에 복귀해 4타수 3안타를 기록했다. 이듬해 그는 수술을 집도한 담당 박사로부터 수비 훈련을 해도 좋다는 진단을 받았고, 의사의 소견을 바탕으로 2004년 1월 15일 구단에 각서를 파기할 것을 요구했으나 구단에서는 수용하지 않았다. 이상훈이 그 무렵 SK 와이번스에 트레이드된 지 얼마 후의 일이라 시즌 초부터 팀이 굉장히 시끄러웠고, 선수협에서도 공정한 계약이 아니라고 반발했으나 구단에서는 부상 재발의 우려를 이유로 완전히 받아들이지 않았다. 그는 연봉 삭감 및 트레이드도 불사하겠다고 했으나 각서와는 별개로 삭감된 연봉에 재계약했다. 하지만 2004년 시즌 중반에는 이 사건으로 인한 스트레스 때문에 스스로 2군행을 자처했다. 각서 파동 사건이 원만하게 해결되지 않은 상황에서 FA를 선언했다. 팀과 4년 22억원의 조건으로 우선 협상을 했으나 FA 계약 2번째 시즌에 규정 타석, 타율 0.280을 넘지 못할 경우 다시 협상한다는 조건으로 인해 이견을 보였다. 그는 이 조건에 실망했고, 2004년 11월 21일 SK 와이번스와 4년간 계약금 8억원 등 총액 20억 7,000만원의 조건으로 FA 계약을 맺고 이적했다.

### SK 와이번스시절
2005년에 이적해 팀의 고참으로서 솔선수범한 모습과 중심 타선으로 활약했다. 그 해 골든 글러브 시상식에서 지명타자 부문에서 최다 득표를 했다. 2007년 시즌에는 데뷔 이래 가장 안 좋은 성적을 기록했으나 2007년 한국시리즈에서 MVP에 등극하며 팀의 창단 첫 우승을 이끌어냈다. 2009년 한국시리즈 미디어데이에서 2010년 시즌 후 은퇴하겠다고 선언했다. 2010년에 팀의 주장으로 선임됐다.
2009년 9월 8일 KIA 타이거즈와의 경기에서 상대 투수 곽정철로부터 고의 사구를 얻어내며 역대 3번째 통산 네 자릿수 사사구를 기록했다. 다음 타석에서 상대 투수 오준형을 상대로 만루 홈런을 쳐 냈고, 역대 9번째 통산 1600안타, 역대 14번째 2500루타를 기록했다.
2010년 8월 29일 롯데 자이언츠와의 경기에서 투수 김수완을 상대로 역대 15번째 200홈런을 기록했다. 2010년 한국시리즈에서 팀의 4번째 한국시리즈 4번째 우승을 이뤄내며 역대 첫 데뷔년도 우승, 은퇴년도 우승을 기록했다. 2011년 6월 25일 LG와의 경기에서 공식 은퇴식을 하려고 했으나 장마와 태풍으로 무산돼 2011년 10월 1일 팀의 시즌 마지막 홈 경기인 삼성 라이온즈와의 경기에서 공식 은퇴식을 치렀다.

## 야구선수 은퇴 후
은퇴 후 LA 다저스 산하 마이너 리그팀인 그레이트 레이크스 룬즈과 일본 프로 야구 팀 요미우리 자이언츠에서 코치 연수를 받았다.

### 야구 해설자 시절
2013년부터 SBS 스포츠의 야구 해설위원으로 활동했다.

### 코치 시절
2014년 11월 11일 한화 이글스의 타격코치로 선임되며 지도자 생활을 시작했고, 2016년 10월 17일에 사임했다.

### 야구 해설자 복귀
2016년 12월 6일 SPOTV의 야구 해설위원으로 영입되며 2년만에 해설자로 복귀했다.

## 별명
- 빠르고 강력한 스윙을 바탕으로 한 타격 때문에 '캐넌 히터'라고 불린다.

## 수상
- 1998년 준플레이오프 MVP
- 2004년 스포츠서울 올해의 상 재기상
- 2008년 한국시리즈 2차전 MVP
- 2010년 한국시리즈 1차전 MVP

## 통산 기록
| 연 도           | 소 속           | 나 이           | 출 장 | 타 석 | 타 수 | 득 점 | 안 타 | 2 루 타 | 3 루 타 | 홈 런 | 타 점 | 도 루 | 도 실 | 볼 넷 | 삼 진 | 타 율 | 출 루 율 | 장 타 율 | O P S | 루 타 | 병 살 타 | 몸 맞 | 희 타 | 희 플 | 고 4 |
| --------------- | --------------- | --------------- | ----- | ----- | ----- | ----- | ----- | ------- | ------- | ----- | ----- | ----- | ----- | ----- | ----- | ----- | -------- | -------- | ----- | ----- | -------- | ----- | ----- | ----- | ---- |
| 1994            | LG              | 19              | 125   | 535   | 463   | 81    | 134   | 26      | 3       | 21    | 80    | 21    | 4     | 55    | 86    | .289  | .376     | .495     | .870  | 229   | 7        | 12    | 0     | 5     | 2    |
| 1995            | LG              | 20              | 116   | 448   | 381   | 55    | 97    | 19      | 3       | 15    | 56    | 13    | 9     | 45    | 83    | .255  | .348     | .438     | .787  | 167   | 6        | 13    | 3     | 6     | 2    |
| 1996            | LG              | 21              | 117   | 482   | 414   | 57    | 117   | 20      | 0       | 11    | 60    | 7     | 7     | 49    | 52    | .283  | .372     | .411     | .783  | 170   | 7        | 11    | 6     | 2     | 4    |
| 1998            | LG              | 23              | 122   | 541   | 482   | 70    | 142   | 31      | 3       | 16    | 76    | 8     | 6     | 47    | 80    | .295  | .364     | .471     | .835  | 227   | 6        | 7     | 2     | 3     | 2    |
| 1999            | LG              | 24              | 121   | 520   | 453   | 75    | 130   | 17      | 1       | 21    | 94    | 8     | 4     | 54    | 58    | .287  | .371     | .468     | .839  | 212   | 14       | 9     | 0     | 4     | 2    |
| 2000            | LG              | 25              | 131   | 560   | 464   | 83    | 143   | 32      | 2       | 11    | 62    | 6     | 6     | 81    | 73    | .308  | .415     | .457     | .872  | 212   | 11       | 7     | 3     | 5     | 5    |
| 2001            | LG              | 26              | 126   | 534   | 428   | 81    | 139   | 29      | 1       | 8     | 61    | 10    | 8     | 88    | 83    | .325  | .443     | .453     | .896  | 194   | 9        | 6     | 8     | 4     | 1    |
| 2002            | LG              | 27              | 98    | 370   | 296   | 50    | 99    | 14      | 0       | 16    | 61    | 11    | 3     | 54    | 51    | .334  | .462     | .544     | 1.006 | 161   | 6        | 18    | 0     | 2     | 5    |
| 2003            | LG              | 28              | 50    | 166   | 143   | 13    | 44    | 8       | 0       | 6     | 21    | 0     | 0     | 17    | 25    | .308  | .392     | .490     | .881  | 70    | 5        | 4     | 0     | 2     | 1    |
| 2004            | LG              | 29              | 120   | 458   | 373   | 56    | 112   | 18      | 3       | 14    | 62    | 1     | 1     | 66    | 58    | .300  | .415     | .477     | .892  | 178   | 10       | 12    | 0     | 7     | 5    |
| 2005            | SK              | 30              | 120   | 499   | 400   | 63    | 126   | 17      | 0       | 19    | 77    | 2     | 2     | 80    | 59    | .315  | .445     | .500     | .945  | 200   | 9        | 16    | 0     | 3     | 10   |
| 2006            | SK              | 31              | 109   | 441   | 356   | 42    | 102   | 16      | 1       | 8     | 51    | 5     | 2     | 76    | 56    | .287  | .418     | .404     | .823  | 144   | 10       | 6     | 1     | 2     | 3    |
| 2007            | SK              | 32              | 84    | 250   | 204   | 26    | 40    | 11      | 0       | 5     | 19    | 4     | 4     | 43    | 40    | .196  | .337     | .324     | .661  | 66    | 10       | 1     | 1     | 1     | 4    |
| 2008            | SK              | 33              | 108   | 364   | 297   | 46    | 92    | 17      | 3       | 10    | 60    | 4     | 3     | 59    | 40    | .310  | .426     | .488     | .914  | 145   | 12       | 4     | 0     | 4     | 2    |
| 2009            | SK              | 34              | 112   | 359   | 289   | 45    | 87    | 18      | 0       | 10    | 51    | 8     | 1     | 63    | 45    | .301  | .433     | .467     | .900  | 135   | 5        | 5     | 0     | 1     | 3    |
| 2010            | SK              | 35              | 111   | 328   | 267   | 41    | 77    | 17      | 0       | 10    | 48    | 7     | 5     | 51    | 42    | .288  | .404     | .464     | .869  | 124   | 10       | 3     | 4     | 3     | 2    |
| KBO 통산 : 16년 | KBO 통산 : 16년 | KBO 통산 : 16년 | 1770  | 6855  | 5710  | 884   | 1681  | 310     | 20      | 201   | 939   | 115   | 65    | 928   | 931   | .294  | .402     | .461     | .863  | 2634  | 137      | 134   | 28    | 54    | 53   |

- 시즌 기록 중 굵은 글씨는 해당 시즌 최고 기록